# Solomon's Key
Solomon's Key (ソロモンの鍵, Solomon no Kagi) est un jeu vidéo de plates-formes/réflexion développé et commercialisé par Tecmo en 1986 sur borne d'arcade. Le jeu fut porté sur divers plates-formes familiales à partir de 1987.
Ce jeu a eu une suite dont le titre original est Solomon no Kagi 2. Cette fois le principe est d'éteindre des flammes dans une centaine de salles en manipulant et créant des blocs de glace.

## Scénario
Le personnage principal, Dana, est envoyé pour retrouver la clef de Solomon afin de restaurer le monde envahi par des démons qui ont été accidentellement libérés.

## Système de jeu
Le but du jeu est de parcourir cinquante pièces (20 pour la version CPC) en trouvant dans chacune d'elles et dans un temps imparti la clef permettant d'ouvrir la porte menant à la pièce suivante. Dana peut courir, sauter, créer ou détruire des blocs devant lui ou créer des boules de feu pour détruire des démons. Sur son chemin Dana peut acquérir des objets permettant d'améliorer son pouvoir, d'avoir des vies supplémentaires, d'obtenir des points de bonus ou encore de débloquer des pièces cachées. Parmi les monstres rencontrés, certains détruisent les blocs sur leur chemin, certains suivent le contour des blocs et d'autres crachent du feu.

## Versions non officielles
- Un port pour Amiga, réalisé à partir de l'Atari ST par reverse engineering, est disponible depuis avril 2013.